# Euprepio
Euprepio  è un nome proprio di persona italiano maschile.

## Varianti
- Maschili: Eupreprio[3], Eupremio[3]
- Femminili: Euprepia[1], Euprepria[3], Eupremia[3]

### Varianti in altre lingue
- Catalano: Euprepi[4], Euprepes[4]
- Greco antico: Ευπρεπιος (Euprepios)
- latino: Euprepius[1]
  - Femminili: Euprepia[1]
- Portoghese: Euprépio
- Spagnolo: Euprepio[4], Euprepes[4]

## Origine e diffusione
Continua il nome augurale greco Ευπρεπιος (Euprepios), latinizzato in Euprepius. È derivato dal greco εὐπρεπής  (euprepes, "decoroso", "modesto"), composto dalle radici ευ (eu, "bene") e πρέπω (prepo, o πρέπειν, prepein, "assomigliare", "essere visibile"), quindi può essere interpretato come "di bella presenza", "maestoso", "distinto". Alcune fonti interpretano il secondo elemento come "essere adatto".
Il nome è ormai caduto in disuso, sopravvivendo solo in alcune aree della Puglia.

## Onomastico
L'onomastico si può festeggiare il 21 agosto in memoria di sant'Euprepio, vescovo di Verona, oppure il 27 settembre in ricordo di sant'Euprepio (a volte alterato in Eupremio), martire sotto Diocleziano ad Egea, in Cilicia, con i santi Cosma, Damiano, Antimo e Leonzio.

## Persone
- Euprepio Curto, politico

### Variante Eupremio
- Eupremio Carruezzo, calciatore e dirigente sportivo italiano